# Elix Skipper
Pour les articles homonymes, voir Skipper (homonymie).
Elix Skipper (né le 15 décembre 1967 à Long Island, New York) est un lutteur professionnel (catcheur) américain. Actuellement inactif il a notamment travaillé pour la World Championship Wrestling (WCW) et la Total Nonstop Action Wrestling.
Il s'entraîne au WCW Power Plant, l'école de catch de la World Championship Wrestling et y fait ses premiers combats fin 1999. Il s'y fait connaître un an plus tard en tant que membre de la Team Canada.

## Biographie
Avant de faire du catch, Skipper a fait du kickboxing. 

### World Championship Wrestling (1999-2001)
Il dispute son premier match le 6 novembre 1999 lors de WCW Saturday Night où il perd face à Jon Hugger.
En 2000 il rejoint la Team Canada, un clan mené par Lance Storm qui lui remet le 14 août 2000 le championnat des moins de 100 kilos de la WCW,. Il défend son titre avec succès une semaine plus tard face à Chavo Guerrero. Le 17 septembre à Fall Brawl il conserve encore une fois son titre cette fois ci face à Kwee Wee avant de perdre finalement son titre au profit de Mike Sanders le 2 octobre après sa défaite dans un match à handicap l'opposant aussi à Kevin Nash. Le 15 novembre, il a l'occasion de devenir challenger pour le championnat des poids mi-lourds en participant à un match à élimination face à Billy Kidman, Corporal Cajun (en), Lt. Loco, Rey Mysterio, Jr. et Kwee Wee (en) mais ce dernier l'élimine en dernier grâce à une distraction de Meng.

### All Japan Pro Wrestling
Quand la WCW est racheté par la World Wrestling Federation il décide travailler tout d'abord sur le circuit indépendant américain au sein de la Heartland Wrestling Association, une fédération de l'Ohio qui est un club-école de la WWF à l'époque en attendant d'être contacté par la fédération de Vince McMahon. Après plusieurs mois il est contacté par The Great Muta et après que son contrat avec la WWF a pris fin il est parti au Japon travailler à la All Japan Pro Wrestling où il lutte sous le nom de ring de Dark Guerrera puis d'Extreme Blade de septembre 2002 à septembre 2003.

### Total Nonstop Action Wrestling (2002-2008)
Avant de partir au Japon il a travaillé à la Total Nonstop Action Wrestling (TNA) le 10 juillet 2002 où il participe à un match à six à élimination pour désigner le challenger pour le championnat de la division X face à Christopher Daniels, Jerry Lynn, Kid Romeo, Tony Mamaluke et Low Ki. Pendant ce match remporté par Low Ki il élimine Tony Mamaluke et est éliminé par Christopher Daniels. Trois semaines plus tard il obtient un match pour le championnat de la division X qu'A.J. Styles remporte conservant ainsi son titre. Après un passage à la All Japan Pro Wrestling il revient à la TNA le 25 septembre où il fait équipe avec Brian Lawler et ensemble ils perdent face à Scott Hall et Syxx-Pac.

## Palmarès
- All Access Wrestling
  - 1 fois AAW World Heavyweight Champion

- Elite Championship Wrestling
  - 1 fois ECW World Heavyweight Champion

Georgia Championship Wrestling / Great Championship Wrestling
- - 1 fois GCW National Television Champion
  - 2 fois GCW Tag Team Champion avec John Bogie (1) et David Young (1)
  - 1 fois GCW United States Junior Heavyweight Champion

- NWA Shockwave
  - 1 fois NWA Shockwave Cruiser X Champion

- NWA Wildside
  - 1 fois NWA Wildside Junior Heavyweight Champion

- NWA Wrestle Birmingham
  - 1 fois NWA Alabama Tag Team Champion avec Sonny Siaki / David Young

- Total Nonstop Action Wrestling
  - 4 fois NWA World Tag Team Champion avec Low Ki et Christopher Daniels (3) et Chris Harris (1)
  - TNA World Cup X (2004) avec Chris Sabin, Christopher Daniels et Jerry Lynn

- USA Xtreme Wrestling
  - 1 fois UXW X-treme Champion

- World Championship Wrestling
  - 1 fois WCW Cruiserweight Champion
  - 1 fois WCW Cruiserweight Tag Team Champion avec Kid Romeo
  - WCW Cruiserweight Tag Team Championship Tournament (2001) avec Kid Romeo